# Ханікасе
Ханікасе (ест. Hanikase, виро Haankasõ) — село в Естонії, входить до складу волості Орава, повіту Пилвамаа.